# Ctenochira populi
Ctenochira populi är en stekelart som beskrevs av Setsuya Momoi 1962. Ctenochira populi ingår i släktet Ctenochira och familjen brokparasitsteklar. Inga underarter finns listade i Catalogue of Life.